# Nancy Andrews
Nancy C. Andrews (nacida el 29 de noviembre de 1958) es una bióloga y médica estadounidense destacada por su investigación sobre la homeostasis del hierro. Andrews fue anteriormente decana de la Escuela de Medicina de la Universidad Duke.

## Biografía
Andrews creció en Syracuse (Nueva York). Obtuvo un máster en ciencia en la Universidad Yale, realizó su investigación con Joan Steitz en esta misma universidad, estudiando biofísica molecular y bioquímica, y continuó su trabajo de posgrado con David Baltimore, obteniendo un doctorado en la Escuela de Medicina de Harvard y en el Instituto de Tecnología de Massachusetts (1985). Completó su trabajo postdoctoral con Stuart Orkin en el Children's Hospital Boston.
Se unió a la facultad en la Universidad de Harvard en 1991, asumiendo una cátedra en 2003, un puesto en el Instituto de Cáncer Dana-Farber y un puesto como Decana de Ciencias Básicas y Estudios de Posgrado en la Escuela de Medicina de Harvard. En 2007, Andrews se fue para ocupar el primer puesto como decana de medicina en la Universidad Duke. En esta posición, ella era la única mujer que encabezaba una de las diez mejores escuelas de medicina de los Estados Unidos. Andrews estudió los tratamientos y los procesos moleculares que regulan la enfermedad del hierro, como la anemia ( deficiencia de hierro ) y la hemocromatosis.

Andrews actualmente se desempeña como Presidenta de la Junta de Directores de la Academia Estadounidense de las Artes y las Ciencias y es miembro de la Junta de Directores del Fondo Burroughs Wellcome.

## Vida personal
Está casada con su compañero biólogo Bernard Mathey-Prevot, con quien tiene dos hijos, Camille y Nicolas. Ella es la bisnieta del juez  Juez William Andrews Shankland de la Corte de Apelaciones de Nueva York y de María Raymond Shipman Andrews, y también descendiente directo de Charles Andrews y Frederic Dan Huntington.

## Artículos significativos
- Hentze MW, Muckenthaler M and Andrews NC. Balancing acts: molecular control of mammalian iron metabolism. Cell 2004; 117:285-97.[5]
- Huang FW, Pinkus JL, Pinkus GS, Fleming MD and Andrews NC. Journal of Clinical Investigation 2005; 115:2187-91.[5]
- Lim J, Jin O, Bennett C, Morgan K, Wang F, Trenor CC 3rd, Fleming MD and Andrews NC. Nature Genetics 2005; 37:1270-3.[5]
- Babitt JL, Huang FW, Wrighting DM, Xia Y, Sidis Y, Samad TA, Campagna JA, Chung RT, Schneyer AL, Woolf CJ, Andrews NC, Lin HY. Bone morphogenetic protein signaling by hemojuvelin regulates hepcidin expression. Nature Genetics 2006; 38:531-9.[5]

## Premios
- 1993-2006, Investigadora, Instituto Médico Howard Hughes.
- 1998 Samuel Rosenthal Premio a la Excelencia en Pediatría Académica.
- 2000 Fundación Americana para la Fundación de Investigación Médica, Premio al Investigador Destacado en Ciencias Básicas.
- 2002 E. Mead Johnson Award de la Society for Pediatric Research.
- 2004 Premio del Liderazgo del Decano para el Avance de la Facultad de Mujeres en la Escuela de Medicina de Harvard.
- 2006 Elegida para la Academia Nacional de Medicina, Academia Nacional de Ciencias de Estados Unidos.
- 2007 Elegida como miembro de la Academia Estadounidense de las Artes y las Ciencias.[6]
- Premio Vanderbilt 2010 en Ciencias Biomédicas
- Medalla Henry M. Stratton 2013, Sociedad Americana de Hematología.
- 2015 electa a la Academia Nacional de Ciencias de Estados Unidos.